# Chesnois-Auboncourt
Chesnois-Auboncourt település Franciaországban, Ardennes megyében. Lakosainak száma 162 fő (2022. január 1.). Chesnois-Auboncourt Écordal, Saint-Loup-Terrier, Saulces-Monclin, Sorcy-Bauthémont, Vaux-Montreuil és Wignicourt községekkel határos.

## Népesség
A település népességének változása:
| Lakosok száma | 163  | 135  | 153  | 153  | 177  | 175  | 169  | 159  | 160  | 162  |
|               | 1968 | 1982 | 1990 | 2006 | 2013 | 2015 | 2017 | 2019 | 2020 | 2022 |